# Ramsbecker Gewerkschaft
Die Ramsbecker Gewerkschaft war ein Bergbauunternehmen in Ramsbeck in der ersten Hälfte des 19. Jahrhunderts. Sie ging in den 1850er Jahren im Rheinisch-Westfälischen Bergwerksverein und danach in der Aktiengesellschaft für Bergbau, Blei- und Zinkfabrikation zu Stolberg und in Westfalen auf.
→ siehe auch Blei- und Zinkbergbau in Ramsbeck

## Voraussetzungen

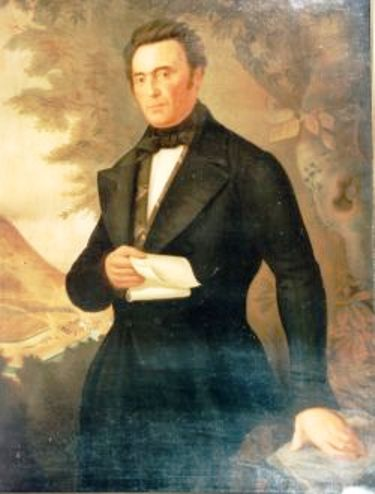
Josef Cosack, gemalt im Jahre 1848 durch den Maler Josef Bergenthal

Nach dem Niedergang des Ramsbecker Bergbaus im 17. Jahrhundert kam es im 18. Jahrhundert zu einem Aufschwung. Die Zersplitterung des Ramsbecker Bergbaus in mehrere Einzelbetriebe verhinderte aber einen größeren wirtschaftlichen Erfolg. Erst unter preußischer Verwaltung wurde dem Gebiet mehr Beachtung zu teil. Insbesondere machte sich der damalige Bergmeister und spätere Oberbergrat Buff um den Bergbau verdient. Er fasste 1815 die vielen Einzelbesitze (westlich und östlich der Valme) zur „Ramsbecker Gewerkschaft“ zusammen. Die Gewerkschaft bestand aus 128 Anteilen (Kuxen).
Im Jahre 1811 verkaufte Schultheiß Bernhard Kropff folgende Gruben an eine „Ramsbecker Gewerkschaft“:
- 1. die Bleigrube »Riß« in der Elper Feldmark,
- 2. die Bleigrube »Klingelborn« in der Gevelinghäuser Feldmark,
- 3. die Bleigrube »Eltmicke« bei Wasserfall,
- 4. die Bleigrube »Glücksanfang«. in der Blüggelscheidter Feldmark,
- 5. die Bleigrube »Bastenberg« in der Ramsbecker Feldmark nebst der dazugehörigen Bleihütte, dem Kohleschuppen, einer Schmiede, nebst den in der Hütte und in der Schmiede befindlichen Inventarstücken,
- 6. die Bleigrube »Dörenberg« in der Gevelinghäuser Feldmark zu siebenachtel nebst der dort gelegenen Schmiede zu siebenachtel und dem darin befindlichen Inventar, dann die von Josef Padberg, Jost Knode und Michael Vollmer bewohnten drei Bergmannshäuschen und einem Pochplatz nebst Welle. Diese Häuschen und den Pochplatz ebenfalls zu siebenachtel. Endlich
- 7. sämtliche inner- und außerhalb der Gruben auf dem Dörenberg, Bastenberg und der Eltmicke vorfindlichen Erze.

(Quelle: Bergbau und Erzvorkommen im kurkölnischen Sauerlande, Heimatborn 15. Jahrg., Nr. 10)

## Besitzverhältnisse
Um 1818 erwarben Arnsberger Bürger und auch zugezogene Beamte Anteile der Ramsbecker Gewerkschaft. 1830 befanden sich alle Kuxe in privater Hand. Folgende Namen sind überliefert:
1. Hofgerichtspräsident Wurzer aus Arnsberg[4]
2. Franziska Schlüchter, geb. Schelle (spätere Ehefrau des Josef Cosack)[4]
3. Apotheker Brisken aus Arnsberg (ca. die Hälfte der Kuxe)[4][5]
4. Jon Droste aus Ramsbeck[5]
5. Frhr. von Weichs zu Wenne[5]
6. Frhr. von Wrede zu Melschede[6]
7. Anton Schulte aus Köln[6]
8. Witwe und Kinder des Wegebau-Inspectors Wulf (8 16/30 Kuxe) 1838[7]

Josef Cosack aus Arnsberg übernahm jetzt die Leitung der Ramsbecker Gewerkschaft. Nach und nach erwarb er die Anteile der Gewerkschaft. 1832 hatte Cosack fast sämtliche Kuxe erworben. Einige wenige Anteile erwarb ab 1840 der Kaufmann Friedrich Wilhelm Brökelmann aus Neheim.
1851 verkaufte Cosack 26/27 der Ramsbecker Gewerkschaft für 250 000 Thlr an den „Rheinisch-Westphälischen Bergwerksverein“. Die fehlenden Anteile (1/27) pachtete der Rheinisch-Westphälische Bergwerksverein hinzu. Brökelmann erhielt für seine Anteile 18 000 Taler. 1853 fusionierte die „Aktiengesellschaft für Bergbau, Blei- und Zinkfabrikation zu Stolberg und in Westphalen“ mit dem Rheinisch-Westfälischen Bergwerksverein und wurde somit auch Inhaber der Ramsbecker Gewerkschaft. Erst 1926 wurde die Gewerkschaft rechtlich aufgelöst.

## Bergbau

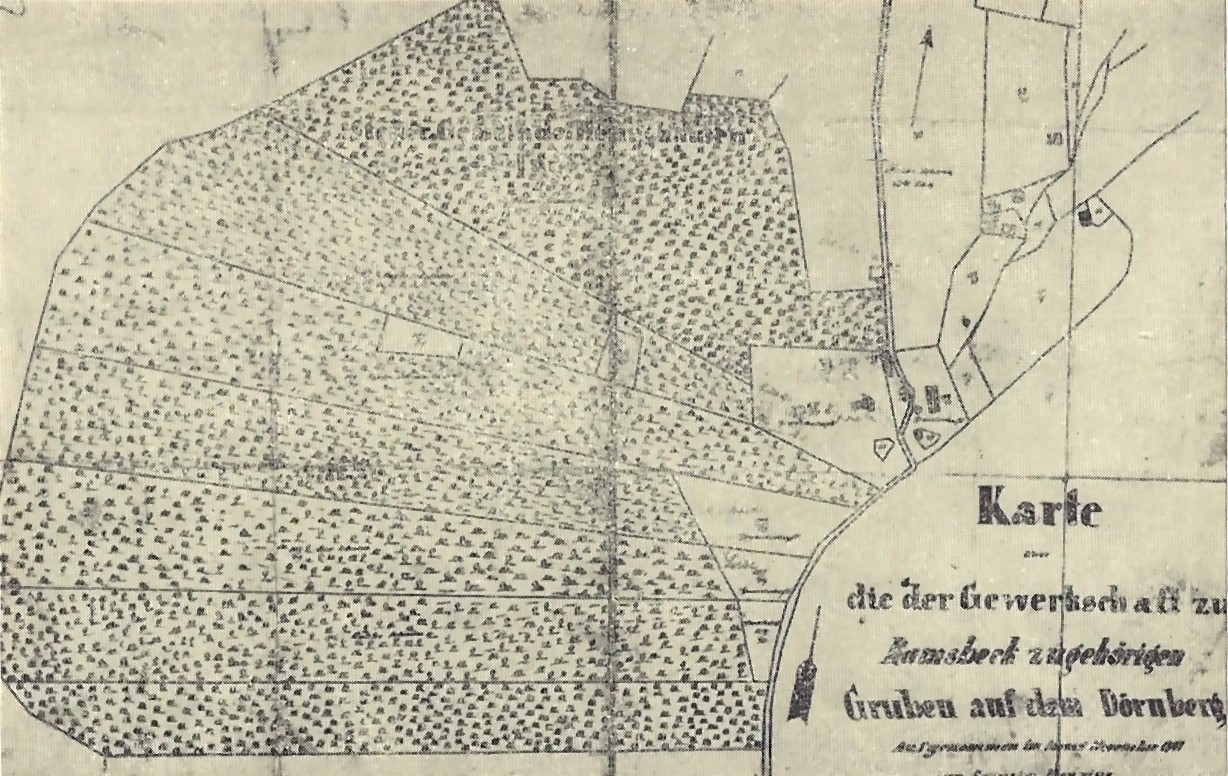
Karte über die der Gewerkschaft zu Ramsbeck zugehörigen Gruben auf dem Dörnberg. Aufgenommen im November 1847.

In den Gruben Alexander (bei Blüggelscheidt), Glücksanfang (bei Berlar), Bastenberg, Willibald, Dörnberg, Morgenröte und Aurora (früher Grube Klingelborn) wurden vorzugsweise die Gänge des Bastenberges und Dörnberges abgebaut. Mit Hilfe von Stollen wurden die Erzgänge erschlossen.
Zur Grube Bastenberg gehörten damals:
1. Venetianerstollen
2. Bernhard-Stollen
3. Oberstollen
4. Schafstall-Stollen
5. Karl-Friedrich-Stollen (1820)
6. Josephs-Stollen

Die Grube Dörnberg hatte zur Zeiten der Ramsbecker Gewerkschaft folgende Stollen:
1. Ludwig-Stollen (1812)
2. Karl-Stollen
3. Heinrichs-Stollen

1812 sagte der Bergmeister Buff der Gewerkschaft eine gute Entwicklung voraus:
„Auf der Grube Dörnberg ist ein tiefer Stollen in Betrieb, der bei 150 Lachter Länge 20 Lachter Teufe einbringt und jetzt 50 Lachter zu Felde getrieben ist. […] Auf der Grube Bastenberg ist das westliche Feldort des alten Stollens, einige Firstenstöße und ein tiefer Stollen, der bei 100 Lachter 20 Lachter Tefe einbringt, belegt; diese Gruben versprechen für die Zukunft Ausbeute.“
1817 fungierte Schichtmeister Schwarze aus Bigge als Verwalter der Bleigruben Bastenberg, Dörrenberg, Ries, Eltmicke, Klingelborn und Glücksanfang in Berlar sowie der Bleihütte und des Pochwerks in Ramsbeck.
Der Vemeder Pfarrer Emilianus Eifler schrieb 1823 in seiner Chronik: „1812 wurde ein kostspieliger Stollen am Dörnberg angelegt, der den Namen Ludwigs Stollen erhielt. Er geht durch ein sehr hartes Gestein, und nur sehr langsam vorwärts. Doch hat man jetzt 1823 schon 136 Lachter. Der Stollen am Bastenberg wurde 1820 angelegt, und Karl Friedrichs Stollen genannt; hat bis obengemeldetes Jahr 50 Lachter.“
1836 beteiligte sich die Ramsbecker Gewerkschaft am Wegebau Ramsbeck – Velmede mit 600 Talern. Hiermit war der Ramsbecker Bergbau an die Straßen nach Köln und Kassel angeschlossen.
1836 wurde die Förderung in Hunten und auf Schienenbahnen eingeführt.
1848 verfielen die Blei- und Zink-Preise am Weltmarkt. Die Förderung auf den bisher einträglichen Gruben Alexander und Glücksanfang musste eingestellt werden.
Zu Cosacks Zeiten wurden jährlich für 50 000 Tlr feines Silber an die königliche Münze geliefert.
In Wasserfall an der Plästerlegge betrieb der Gewerke Josef Cosack eine Schrotgießerei und ließ das durch die Ramsbecker Gewerkschaft gewonnene Blei weiterverarbeiten.
Durch Zuziehung von systematisch ausgebildeten Personal, z. B. dem Grubenverwalter Johann Wurmbach aus Siegen, wurde der Bergbau auf eine professionelle Grundlage gestellt.
In den 1830er und 1840er Jahren war die Ramsbecker Gewerkschaft das größte Unternehmen im Kreis Meschede mit bis zu 220 Beschäftigten.

## Aufbereitung

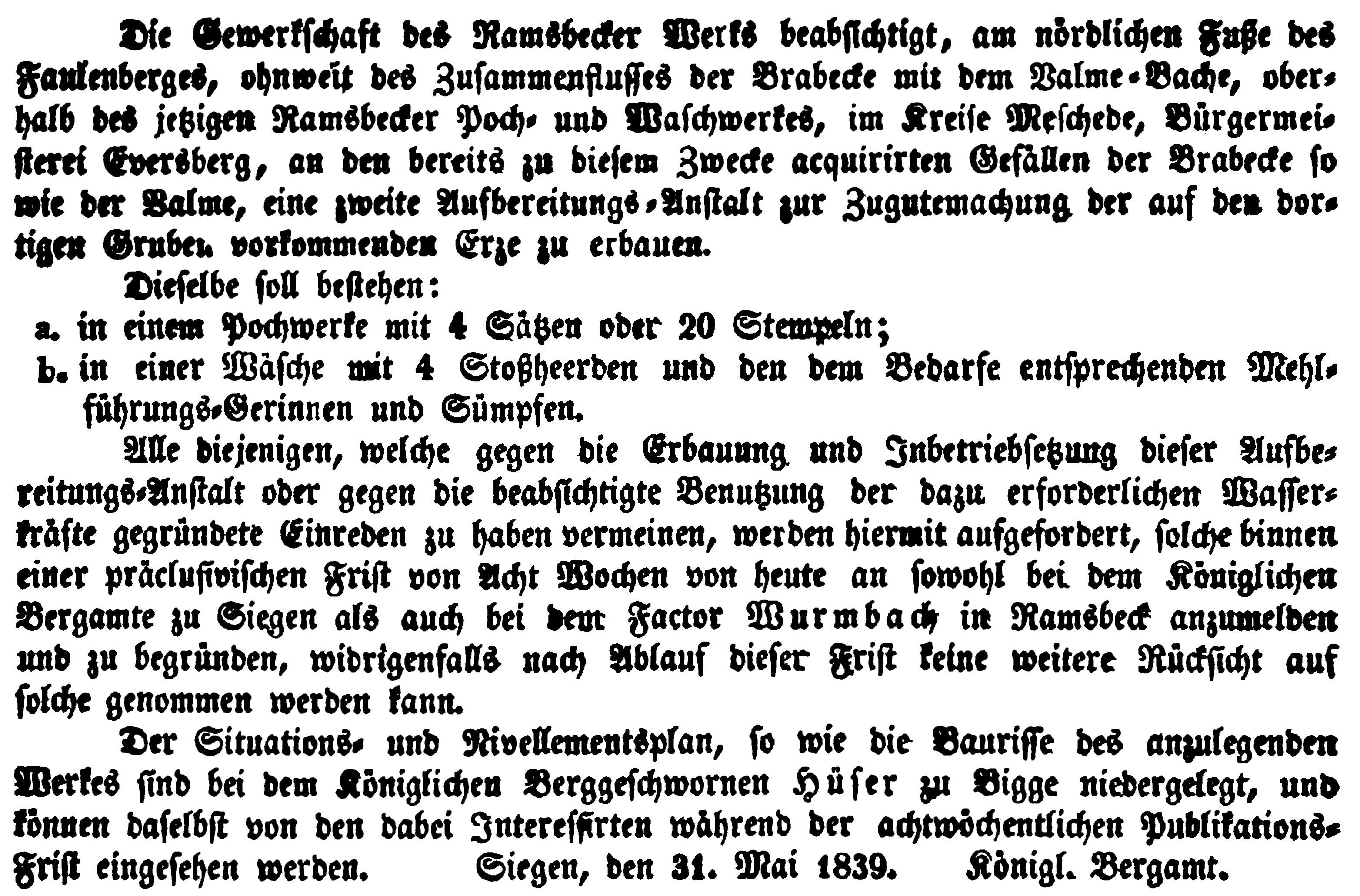
Amtsblatt der Königlich Preußischen Regierung zu Arnsberg, 1839

1825 erbaute die Gewerkschaft auf dem Niveau des Bernhardsstollens am Bastenberg die erste Aufbereitung. Eine weitere Aufbereitung für das Haufwerk des Karl-Friedrich-Stollens und des Dörnbergs musste 1835 erstellt werden. 1836 wurde ein Pochwerk im Valmetal erbaut. 1839 folgte der Bau eines weiteren Pochwerks am Platz der späteren elektrischen Zentrale.  Mit Hilfe von Pochwerken und Wäschen wurde der Erzgehalt des Haufwerks angereichert. Jeweils im Frühjahr und Herbst, zur Zeit der damals üblichen Wiesenbewässerung, musste der Betrieb der Poch- und Waschwerke, aus Umweltschutzgründen, eingestellt werden.

## Hüttenbetrieb
1835 ersetzte die Gewerkschaft die alte Ramsbecker Bleihütte aus kurkölnischer Zeit durch einen Neubau. Die Hütte bestand aus einem Gebäude von „70 Fuß Länge und 44 Fuß Breite“, zwei Krummöfen, einem Flammofen, einem Abbtreibeofen (zur Silbergewinnung) und einem Kastengebläse. Die Gesamtkosten beliefen sich auf 4000 Taler. Die geförderten Zinkerze konnten in Ramsbeck, u. a. aus Umweltschutzgründen, nicht weiterverarbeitet werden. Sie wurden an die Stadtberger Gewerkschaft (Marsberg) verkauft.
1846–1848 versuchte die Ramsbecker Gewerkschaft eine Eisen- und Zinkhütte zu errichten. Letztendlich scheiterte die Gewerkschaft an der Finanzierung der Auflagen für den Umweltschutz.